# 퍼즐 보블 2
《퍼즐 보블 2》(영어: Puzzle Bobble 2, 일본어: パズルボブル2)는 타이토에서 1995년에 출시한 아케이드 게임으로, 《퍼즐 보블》 시리즈의 두 번째 작품이다. 컴퓨터와의 대결 모드가 추가되었으며, 퍼즐 모드에서 원하는 코스를 선택해 플레이할 수 있다. 타이토 F3 시스템 기반으로 제작되어, 전작에 비해 그래픽과 음향이 향상되었다. 1999년에 네오지오 MVS 이식판이 출시되었다.
본 문서에서는 크리스마스 특별판인 《퍼즐 보블 2X》에 대해서도 서술한다.

## 게임 진행
전작과 마찬가지로 8방향 레버와 하나의 버튼(버블 발사)을 이용해 화면상의 버블들을 모두 없애면 스테이지 클리어가 된다. 버블을 없애려면 같은 색깔의 버블이 3개 이상 모여야 한다. 버블들이 계속 내려와 화면 하단의 데드 라인(Dead Line)을 단 하나라도 넘어오게 되면 게임 오버가 된다.

## 게임 모드
- 혼자서 퍼즐

1인용 퍼즐 모드로, 게임을 시작할 때 존(Zone)을 선택할 수 있다. 6라운드 및 30스테이지로 진행된다.
- 혼자서 대전(스토리 모드)

컴퓨터와 대결하는 모드로, 연습편과 본편이 있다. 연습편은 3스테이지만 있으며, 본편은 총 12스테이지가 있다. 각 판은 단판승부로 진행된다.
- 둘이서 대전

2명의 플레이어로 대결하는 모드로, 기본 설정 기준 3판 2선승제로 진행된다.

## 등장인물

### 주인공
- 버블룬 (1P)

플레이어 1 주인공.
- 보블룬 (2P)

플레이어 2 주인공.

### 대전 상대
- 가고

연습 스테이지 1의 대결 상대.
- 카자쿠

연습 스테이지 2의 대결 상대.
- 몬스타

《채큰 팝》, 《버블보블》에 등장한 적 캐릭터. 연습 스테이지 3, 일반 스테이지 1의 대결 상대로 등장한다.
- 파키

일반 스테이지 2의 대결 상대.
- 우룬

일반 스테이지 3의 대결 상대.
- 피카드

일반 스테이지 4의 대결 상대.
- 가라뇨

일반 스테이지 5의 대결 상대.
- 춘춘

일반 스테이지 6의 대결 상대.
- 비루간

일반 스테이지 7의 대결 상대. 《버블 메모리즈》의 20층 보스인 키리간과 비슷하게 생겼다.
- 마이타

《채큰 팝》, 《버블보블》에 등장한 적 캐릭터. 일반 스테이지 8의 대결 상대로 등장한다.
- 드라보

일반 스테이지 9의 대결 상대.
- 촛킨타

일반 스테이지 10의 대결 상대.
- 버블 프로토타입

일반 스테이지 11의 대결 상대.
- 드렁크

《버블보블》에 등장한 적 캐릭터. 일반 스테이지 12(최종)의 대결 상대로 등장한다.

### 그 외
- 채큰

《채큰 팝》의 주인공으로, 2인 대전 모드에서 상황을 보는 캐릭터.

## 평가
| 평가 |                    |
| --- | ------------------ |
| 평론 점수 평론사 점수 EGM 8/10 (PS1) [ 1 ] 넥스트 제네레이션 (ARC, SAT) [ 2 ] [ 3 ] (PS1) [ 4 ] PC 존 30% (WIN) [ 5 ] Computer and Video Games (PS1) [ 6 ] (SAT) [ 7 ] Sega Saturn Magazine 93% (SAT) [ 8 ] |                    |
| 평론 점수 |                    |
| 평론사 | 점수               |
| EGM | 8/10 (PS1)         |
| 넥스트 제네레이션 | (ARC, SAT) · (PS1) |
| PC 존 | 30% (WIN)          |
| Computer and Video Games | (PS1) · (SAT)      |
| Sega Saturn Magazine | 93% (SAT)          |